# Tachychlora flavidisca
Tachychlora flavidisca es una especie de polilla de la familia Geometridae. La especie fue descrita por primera vez por William Warren habiendo sido descrita en 1904, con distribución en Perú. El holotipo de la especie fue descrita en los alrededores de Santo Domingo, Provincia de Carabaya, a una altitud de 6000 pies (1828,8 m) sobre el nivel del mar.